# أننيان
أننيان (بالإنجليزية: ِAnniyan) هو فيلم أكشن نفسي هندي بلغة التاميل لعام 2005 من تأليف وإخراج س. شانكار وإنتاج رافيشاندران من أفلام آسكار. تركز الحبكة على كل رجل يشعر بخيبة أمل ويؤدي إحباطه مما يراه زيادة اللامبالاة الاجتماعية والإهمال العام إلى انقسام في الشخصية يحاول تصحيح النظام. فيكرام النجوم كما AMBI، وهي مثالية، ويحترمون القانون المحامي الذي لديه اضطراب في الشخصية المتعددة وتطوير اثنين من الهويات الأخرى نقاشات عارضة الأزياء يدعى ريمو، والاقتصاص القاتل يدعى أننيان. يلعب سادها دور حب نانديني. الممثلون ندومودي فينو وفيفيك وبراكاش راج ونصار يظهرون أيضًا في الفيلم. تصور شانكار الفيلم في منتصف عام 2003 خلال فترة ما بعد الإنتاج لفيلمه السابق، الأولاد. استند في الفيلم إلى تجارب حياته الخاصة خلال سنوات تكوينه عندما كان منزعجًا مما رآه من حوله، واستيائه في نهاية المطاف من المجتمع. بدأ الإنتاج التمهيدي لـأننيان في نوفمبر 2003 والتصوير الرئيسي في مارس 2004. استغرق صنع الفيلم، الذي تضمن العديد من التأخيرات في الإنتاج، 14 شهرًا. تم تصوير الفيلم في حيدر أباد، ثانجافور، بلدية فيلبورام وتشيناي، وصورت تسلسل أغنية في مومباي، ماليزيا، أمستردام وتينكاسي. تميز الفيلم بإعادة إنشائه لمهرجان تياغاراجا أرادهانا الموسيقي والاستخدام المكثف لتصوير شرائح الوقت في تسلسل الحركة.
تخلى المصور السينمائي مانيكاندان عن المشروع في منتصف الطريق، حتى تم استبداله بـ رافي فارمان. وترأس الأقسام الفنية كل من في تي فيجايان (تحرير) وسابو سيريل (تصميم الإنتاج) وبيتر هين (تصميم الرقصات المثيرة)، كما قام بتأليف الموسيقى التصويرية هاريس جاياراج الذي كان في تعاونه الأول مع المخرج. تم الترويج للفيلم على أنه ماغنوم أوبوس للمخرج وتم في الميزانية لـ263.8 مليون، مما جعله في وقت إصداره أغلى فيلم جنوب هندي على الإطلاق. والجدير بالذكر أنه كان أول فيلم من جنوب الهند يحصل على تمويل مؤسسي، وكان لديه أعلى تغطية تأمينية متاحة للأفلام في ذلك الوقت.
تم تصوير الفيلم في الأصل باللغة التاميلية وتم إصداره في وقت واحد في أربع ولايات جنوب الهند في 10 يونيو 2005، تمت دبلجة الفيلم إلى التيلجو باسم أباريشيثودو وفي الهندية كما تم إصدار أباريشيت بعد عام في 19 مايو 2006. علاوة على ذلك، تمت دبلجة الفيلم أيضًا إلى الفرنسية وتم إصداره في البلدان الناطقة بالفرنسية في جميع أنحاء العالم بواسطة كولومبيا تريستار. بينما حقق الفيلم نجاحًا تجاريًا عبر جنوب الهند تلقت النسخة الهندية استجابة فاترة وفشلت في شباك التذاكر. أننيان ردود الفعل الإيجابية التي وردت من النقاد حقق 570 مليون في المدى عمر البطارية. بالإضافة إلى فوزه بثماني جوائز فيلم فير وستة جوائز حكومية للأفلام حصل الفيلم على جائزة وطنية في فئة المؤثرات الخاصة.

## القصة
رامانوجام ايينغار الملقب امبي هو مدافع مباشر عن حماية المستهلك. يتوقع من الجميع اتباع القانون ومحاكمة من يخالفه. ومع ذلك، فشلت جهوده لأن الأدلة الظرفية تبدو دائمًا في صالح المتهم. جهوده لرفع الوعي المدني تذهب سدى بسبب الفساد المستشري والافتقار العام للجدية. محبطًا بسبب عدم قدرته على إحداث تغيير في المجتمع، يتجلى غضبه المكبوت في غرور بديل يُدعى أنيان، وهو حارس أهلية ذو طابع قاتم يقتل الأشخاص الفاسدين وغير المبالين. أنشأ أنيان موقعًا على شبكة الإنترنت، وقام بتجميع قائمة بالمخطئين فيه وقتلهم باستخدام العقوبات الموصوفة في جارودا بورانام، أحد الكتب المقدسة الصحيفة الهندوسية القديمة. يقع أمبي في حالة حب سرًا مع جاره نانديني طالب الطب والمغني الطموح في كارناتيك لكنه لا يعبر عن مشاعره أبدًا بسبب الخوف من الرفض. عندما يحصل على الشجاعة للقيام بذلك خلال تياغاراجا أرادهانا السنوي بمساعدة صديقه، المفتش الفرعي شاري، فإنها ترفضه لأنها لا تستطيع تحمل التزامه الصارم بالقواعد. في ذهول، حاول أمبي الانتحار وكاد يغرق نفسه قبل أن يخطر بباله. بعد ذلك، طور شخصية أخرى تدعى ريمو عارضة أزياء متروسكولية. نانديني مغرم من قبل ريمو ويقع في حبه غافل أن ريمو هو أحد الشخصيات المنقسمة في أمبي. تم إصلاح زواجهما في النهاية. أثناء شراء قطعة أرض مقابل مهرها، قررت «نانديني» التقليل من قيمة الممتلكات للتهرب من رسوم الدمغة. أمبي، التي ترافقها أثناء تسجيلها للعقار، ترفض مساعدتها. في وقت لاحق، عندما يكون نانديني وريمو في موعد غرامي، يتحول ريمو إلى أننيان ويحاول معاقبتها على فعلها الفاسد. بينما هو على وشك قتلها، تنادي نانديني من أجل أمبي. ثم يعود أنيان إلى أمبي الذي ينهار ويفقد وعيه. يأخذ نانديني المعهد الوطني للصحة العقلية وعلوم الأعصاب إلى المعهد الوطني للصحة العقلية وعلوم الأعصاب حيث يتم تشخيصه باضطراب تعدد الشخصية. من خلال علاج الذاكرة المستعادة، يكشف فيجايكومار، كبير الأطباء النفسيين في المستشفى، ماضي أمبي. تبين أنه عندما كان أمبي يبلغ من العمر أربعة عشر عامًا، شهد وفاة أخته الصغرى فيديا عرضيًا بسبب اللامبالاة المدنية. ترك الحادث ندبة عاطفية عميقة، وهذا هو سبب مثله السامية. كما تم اكتشاف أنه بينما يدرك أنيان وريمو أمبي كشخص منفصل، فإن أمبي غافل عن وجودهما بداخله. يعلن فيجايكومار أن ريمو سوف يتوقف عن الوجود إذا رد نانديني بمشاعر المعهد الوطني للصحة العقلية وعلوم الأعصاب بالمثل لكن أننيان لن يتوقف إلا عندما يتم إصلاح المجتمع. تقبل نانديني حب أمبي ويختفي ريمو. في غضون ذلك، يحقق DCP برابهاكار ينوى شاري في جرائم القتل التي ارتكبها أنيان. في التنكر، يكتشفون أدلة خلفها أنيان، وهي أسماء العقوبات التي فرضها على ضحاياه. برابهاكار عازم شخصيًا على تقديم أنيان للعدالة لأن أحد ضحايا أنيان، شوكالينجام، كان شقيقه الأكبر. في حيلة دعائية درامية، يعترف أنيان بجرائم القتل التي ارتكبها عندما ظهر وسط الجمهور والصحافة في ملعب نهرو. يشرح الأساس المنطقي وراءهم ويقول إنه فقط عندما يكون كل هندي مسؤولًا ومخلصًا، ستزدهر البلاد على قدم المساواة مع الدول المتقدمة. تثير أساليبه المديح والنقد. برابهاكار يحاول القبض على أنيان، لكنه يهرب.
عند التحقيق في سجل الهاتف ورقم اتصال الإنترنت الخاص بـ أننيان، اكتشفبرابهاكار أن الاتصال هو رامانوجام (المعهد الوطني للصحة العقلية وعلوم الأعصاب). بعد مزيد من التحليل للقطات الأمنية لظهور أنيان العلني، تم الكشف عن وجه أمبي تحت الغطاء. يعتقل برابهاكار الغاضب أمبي ويخضعه لاختبار كشف الكذب. يرى الضباط أنه يقول الحقيقة وغافل عن قتل أي شخص معتقدين براءته. برابهاكار، الذي لم يكن لديه أي شيء، يأمر جميع الضباط وشاري بالمغادرة، ويبدأ بوحشية في مهاجمة وتعذيب أمبي بعقوبات جارودا بورانام. طُعن أمبي بكول جليدي، وشُرح بجلد صياد شائك وضُرب بصولجان سلكي، وألقى برابهاكار في خزان مياه مالحة انتقامًا لموت تشوكالينجام. عندما يطلب أمبي المصابة بصدمة نفسية الرحمة، يقوم برابهاكاران باستهزاء بتشغيل مبرد الماء، مما يجعل الماء باردًا حتى يتجمد أمبي حتى الموت. أدت تجربة الاقتراب من الموت والألم إلى ظهور أنيان مرة أخرى. شخصية أمبي تتناوب بين أمبي وأنيان. لقد أخضع برابهاكار بوحشية باعتباره أنيان، بينما كان يتوسل الرحمة مثل أمبي. يسجل شاري سرا الاستجواب من خلال الدوائر التلفزيونية المغلقة ويستخدمه كدليل على حالة أمبي أثناء محاكمته. حُكم على أمبي بتلقي العلاج النفسي في مستشفى للأمراض العقلية وسيكون مؤهلًا للإفراج عنه عند شفائه. عندما تم إطلاق سراح أمبي بعد عامين، تضاءل التزامه الصارم بالبروتوكول. تزوج نانديني. أثناء السفر على متن قطار خلال شهر العسل، لاحظ أمبي رجلاً (كهربائيًا كان مسؤولاً بشكل غير مباشر عن وفاة أخته) يشرب بين رفاقه. يعاني من انتكاسة، يتحول إلى أنيان ويرمي الرجل من القطار ويقتله. ومع ذلك، فهو يخفي الحادث عن نانديني مشيرًا إلى أنه نجح في دمج شخصياته في شخصية واحدة بدلاً من القضاء عليها.

## إنتاج

### تطوير
أثناء إخراج فيلمه الأول في بوليوود ناياك في أوائل عام 2001، كان المخرج شانكار قد تصور فيلم خيال علمي بعنوان الروبوت. فيلم تشويق تقني مستقبلي تدور أحداثه في تشيناي في القرن الثاني والعشرين، وكان الفيلم سيظهر كمال حسن وبريتي زينتا في الأدوار الرئيسية. ومع ذلك، بعد الانتهاء من جلسة تصوير تضم الاثنين، تم تأجيل الإنتاج لأسباب مختلفة، بما في ذلك عدم توفر حاسان للتواريخ والاختلافات الإبداعية مع المخرج. أجل شانكار المشروع إلى أجل غير مسمى وصنع فيلم سن الرشد، الأولاد (2003). عندما كانت أعمال ما بعد الإنتاج للفتيان جارية، كان شانكار ينتظر عودة ملحنه أي.أر. رحمان، الذي كان في ذلك الوقت خارج الهند، لإكمال نتيجة الخلفية. في غضون ذلك، كان لدى شانكار فكرة عن قصة ودعا فيكرام الذي عبر عن حماسه للموضوع.
بعد الإفراج عن الأولاد في أغسطس 2003، بدأ شنكار العمل في مشروعه الإخراجي التالي بعنوان أنيان. كان يعتقد في البداية أنه تم إحياء مشروع الحيوانات الأليفة الخاص بشانكار بعنوان روبوت بعنوان جديد، ولكن ثبت لاحقًا أن هذا ليس صحيحًا. قال شانكار أن الفيلم كان «مشروع أحلامه» وكشف أنه سيكون فيلم مفعم بالحيوية والخيال والإثارة. عندما سئل عن الكيفية التي وصلت إليه فكرة الفيلم، كشف المخرج، «لقد زرعت بذور كل أفلامي عندما كنت صغيراً، قبل وقت طويل من بدء صناعة الأفلام. أزعجتني أشياء كثيرة، وبقيت معي. كانت تلك البذور. أصنع أفلامًا بناءً عليها.» وفقا لأعلى قيمة الإنتاج بين الأفلام التاميلية من وقته، وكان يوصف الفيلم أن المخرج أعظم ما أبدع والمسمى «الفيلم الأكثر ينتظر بفارغ الصبر لهذا العام» من قبل وسائل الإعلام. يتعامل الفيلم مع شخص يعاني من اضطراب الهوية الانفصامي، المعروف باسم «اضطراب الشخصية المتعددة» (MPD) أو «متلازمة انقسام الشخصية». تمت مقارنته مع تشاندراموخي، الذي تم إصداره قبل شهرين، حيث ركز أيضًا على شخصية بنفس المتلازمة.

### التمثيل

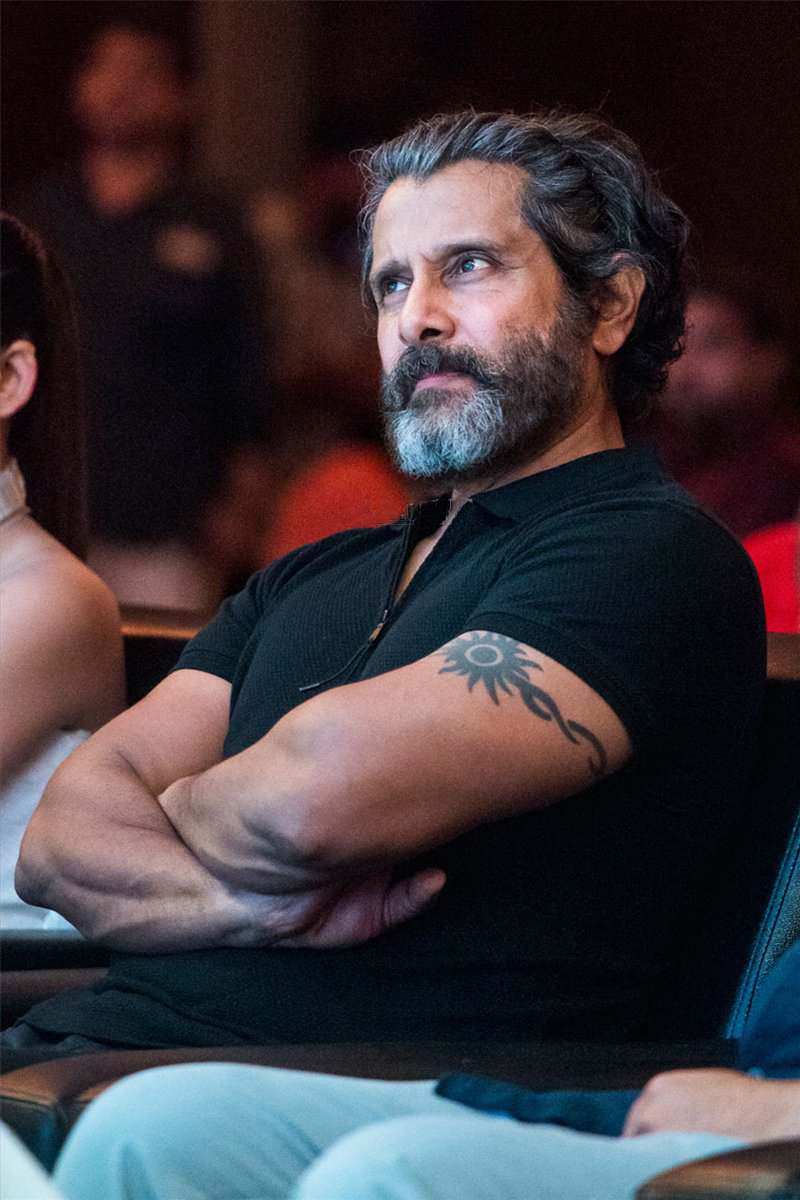
فيكرام الشخصية الرئيسية

لتصوير الشخصية الرئيسية، احتاج شانكار إلى فنان يمكنه لعب دور بطل الحركة. اختار فيكرام لأنه شعر أن الممثل، بالإضافة إلى كونه مؤديًا، لديه صورة بطل الحركة. بينما تم الإعلان عن اختياره في تقرير إخباري في نوفمبر 2003 أعلن عن بدء المشروع، كشف المخرج أن فيكرام قد أُضيف إلى فريق التمثيل في منتصف عام 2003 ودحض النظريات القائلة بأن اختيار الممثل كان للاستفادة من شعبيته الجديدة المكتسبة بعد نجاحه في حفل توزيع جوائز السينما الوطنية، حيث حصل على جائزة الفيلم الوطني لأفضل ممثل عن أدائه في فيلم بيتهاماغان (2003). مشيرًا إلى أنه تم اختيار فيكرام للدور الرئيسي قبل أشهر من الإصدار المسرحي لـ بيتهاماغان، أضاف شانكار، «أنا لا انظر إلى الممثلين بهذه الطريقة.»  وأشار كذلك إلى أن فيكرام كان «حياة وروح» أنيان. تم عرض دور البطلة في الأصل لـ «فتاة ايينغار براهمين المكرسة» إلى آيشواريا راي، التي كانت مشغولة للغاية بحيث لا يمكنها استيعاب مواعيد الإنتاج. بعد شهور من انتظار ورقة الاتصال الخاصة بها، عرضت شانكار في النهاية الدور على سدها. معربة عن أملها في أن يكون «فيلمًا مهمًا» في حياتها المهنية، قبلت سعدها العرض، وعملت على الفيلم لمدة 120 يومًا، مضيفة: «لدي دور كبير ألعبه في أنيان. هناك القليل من الأجزاء الثقيلة التي أشركتني في الفيلم والتي قدمت أفضل ما لدي». اعتبرت أن تكون جزءًا من فيلم شانكار، خاصة خلال المراحل الأولى من حياتها المهنية، «هدية من الله» و «تجربة لا تتكرر إلا مرة واحدة في العمر». ومع ذلك، عندما عرضت عليها أدوارًا مماثلة بعد نجاح الفيلم، رفضت أن تكون مطبوعة وقالت، «أنا الآن أبحث عن أدوار يتم فيها استغلال إمكاناتي الإبداعية. لا أريد أن أكون جزءًا من مثل هذه السينما حيث كل ما على المرء فعله هو الرقص حول الأشجار». يظهر فيفيك وبراكاش راج وندومودي فينو وناصار في الأدوار الداعمة. موهان فايدهيا، مغني كرنوتي وممثل عرضي، يلعب دورًا ضئيلًا كوالد سادها كريشنا. اقترب مالافيكا أفيناش من لعب دور والدة فيكرام؛ لقد رفضت العرض، قائلة: «أنا أصغر من أن أكون أمًا على الشاشة وكبيرة جدًا لأكون بطلة!»  كوشين حنيفة، شارل، كلابهافان ماني، شانموغارايان وسوراب شوكلا جعل مباراة حجاب كمواطنين الجانحين. لعب حنيفة دور مالك سيارة غير مبال يرفض مساعدة ضحية حادث لأنه لا يريد أن تتلوث «سيارته الجديدة» بالدماء. بعد وفاة حنيفة في فبراير 2010، استذكر فيكرام ظهور الممثل في الفيلم وقال: «على الرغم من أنه لم يحضر إلا في بضع مشاهد، إلا أن أحدًا لا يمكن أن يفوته. بالنسبة للأدوار التي تحتوي على بعض الغموض حول ما إذا كان رجلًا جيدًا أو رجلًا سيئًا، فهو أحد أفضل الخيارات. حتى النهاية، لا يستطيع المرء أن يخمن حقًا ما إذا كان سينتهي به الأمر جيدًا أم سيئًا.»  لعب الممثل الكوميدي والفنانة الشخصية تشارل دورًا غير مسمى ومدمن على الكحول يبتز المال من والديه المسنين لتغطية نفقاته ويعتبره آنيان مسؤولية تجاه المجتمع. تم توجيه شارل من قبل شانكار، «يجب أن يرى الناس الشخصية فقط. لاحقًا فقط أدركوا أنه كان شارل.» 
لعب دور أمبي الأصغر دور الممثل الطفل هاري براشانث المعروف باسم Viraj. عندما جاء إلى استوديو التسجيل للتعبير عن خطوطه، كان برفقته والده سورينادار مغني وفنان دبلجة. تعرف شانكار على سوريندار وطلب منه أن يعطي صوته لنيدومودي فينو لأن الأخير كان مالايالي. في الفيلم الكوميدي اثيرري لعام 2004، الذي ظهر فيه ساده في دور البطولة، لعبت كانيكا الدور الرئيسي الثاني لفتاة براهمين «المشاغبين». طلبت منها شانكار، التي تأثرت على ما يبدو بأداء كانيكا في الفيلم، حضور اختبار صوتي. عندما فضل صانعو الفيلم لهجة كانيكا وتعديلها بين الثلاثين أنثى اللواتي تم اختبار أصواتهن، تم اختيارها للدبلجة لدور سادها براهمين.

### الطاقم الفني
أنتج الفيلم رافيتشاندران تحت إشراف شركته لإنتاج وتوزيع الأفلام «أوسكار فيلمز» (حاليًا «أفلام أسكار»). كتب السيناريو شانكار والفيلم حوار كتبته الكاتبة سوجاثا رانجاراجان. احتفظ شانكار بسابو سيريل، مصمم إنتاجه من بويز، للتعامل مع تصميم المجموعة؛ تم تحرير المشاهد بواسطة في تي فيجايان. بينما قام بيتر هاين بتنسيق تسلسلات الحركة وبمساعدة حيلة سيلفا، قام راجو سوندارام وكاليان وأحمد خان بتصميم سلاسل الرقص. انضم طالب معهد السينما برابهو رجا تشوزان، الذي أصبح فيما بعد مخرجًا مع كاروبامباتي (2013) إلى شانكار كطالب له وعمل كمساعد له. شانكار، الذي نشأ معجباً بأعمال المصور السينمائي PC سرييرام في أفلام مثل ناياكان (1987)، واجني ناتشاتيرام (1988)، وجيثانجالي (1989) رغب في التعاون وكان يجري محادثات معه للتعامل مع التصوير. بينما كان سريرام عازمًا على العمل في أننيان، لم يستطع قبول العرض بسبب التزامات سابقة. أفادت وسائل الإعلام في البداية أنه تم تجنيد صريرام ؛ ومع ذلك، اختار شانكار في. مانيكاندان كمدير للتصوير الفوتوغرافي، وقد أعجب بعمله في مين هون نا (2004). كان مانيكاندان قد تعاون في وقت سابق مع شانكار عندما قام بتصوير الفيديو الموسيقي لأغنية «سر النجاح» في الأولاد. أعطى مانيكاندان ستة أشهر من التمور الكبيرة للمشروع ؛ ولكن، عندما تعثر الإنتاج بسبب التأخير، طلب شانكار ثلاثة أشهر أخرى لإكمال الفيلم. انسحب مانيكاندان في أكتوبر 2004 بسبب تضارب المواعيد واستبدله شانكار بـ رافي فارمان.
أثناء الصب مرحلة بنين، المصور السينمائي للفيلم رافي ك. تشاندران كان متوفر مؤقتا وله آنذاك مساعد رافي فارمان التعامل مع الكاميرا لتصوير جينيليا ديسوزا الصورة اختبار الماكياج. بعد ذلك، عزز فارمان الرغبة في العمل مع شانكار. قبل أن يبدأ شانكار العمل في أنيان أعرب فارمان عن رغبته في العمل في الفيلم وكان يأمل في الحصول على المهمة. شعر بخيبة أمل عندما جند شانكار مانيكاندان للمشروع. ومع ذلك، عندما تخلى مانيكاندان عن المشروع بعد الانتهاء من نصف الفيلم تقريبًا طلب شانكار من فارمان تصوير الأجزاء المتبقية من الفيلم. كان فارمان قد التزم بالعمل في الفيلم التالي للمخرج البنغالي بودهاديب داسغوبتا والذي كان من المقرر أن يبدأ العمل فيه قريبًا ؛ انسحب منه لقبول عرض شنكر ووصف العمل في أنيان بأنه «حلم أصبح حقيقة».

### مظهر التحضير والشخصية
خصص فيكرام 18 شهرًا و 190 يومًا من ورقة دعوته للفيلم، بما في ذلك 165 يومًا من التواريخ المجمعة موزعة على ستة أشهر. وفي حديثه عن مدى مشاركته في عملية صناعة الأفلام، قال فيكرام: "قبل أن أبدأ الفيلم، كنت منخرطًا بالكامل في البحث والإعداد، ولكن بمجرد أن أكون في موقع التصوير، أذهب إلى ما يقوله المخرج". وأوضح كذلك أنه ناقش كل لقطة مع شانكار، وذهب لإعادة التصوير عند الضرورة لتحسين المشاهد، وقدم اقتراحات، لكنه ترك "الحكم النهائي" للمخرج. بعد أن كشف أنه من بين الظلال الثلاثة لشخصيته، وجد أن لعب Ambi هو الأصعب، فقال: "لأنك كبطل لست معتادًا على أن تكون جبانًا على الشاشة. من الصعب هضم الضرب. " في المقابل، نظرًا لكونه خريجًا في الأدب الإنجليزي، وجد أن لعب لعبة Remo أسهل بكثير وأكثر في منطقة راحته. في مقابلة مع جلف نيوز، تحدث فيكرام عن التحديات في تصوير جميع الشخصيات الثلاثة وهم يرتدون نفس الأزياء. قال: أحب مثل هذه التحديات. على الرغم من أن الزي حدد كل من الشخصيات الثلاثة في أنيان، إلا أن هناك مشاهد أصبح فيها أمبي فجأة ريمو وريمو أصبح أنيان. هناك جعلت من الدرامي إبراز كل شخصية. " ونسب الفضل إلى زوجته شيلاجا بالاكريشنان، وهي طبيبة نفسية، لمساعدته في تجسيد شخصية أمبي، وهو شخص يعاني من اضطراب تعدد الشخصيات. في محادثة مع الناقد السينمائي بارادواج رانجان، استذكر شيلاجا الأوقات التي كان يتم فيها إنتاج الفيلم وتحدث عن فيكرام قائلاً: "شعرت أنه يجب أن نعيش في منزلين. ليس من السهل العيش مع رجل يمكن أن يصبح غريب الأطوار، ممثل يريد أن يكون صعبًا على نفسه. لن أقول إنه أصبح الشخصية، لكن هناك بالتأكيد نوع من الاستبطان. "  اعترف فيكرام أنه واجه وقتًا عصيبًا أثناء صنع الفيلم لأن لعب شخصيات مختلفة أثر عليه ووجد نفسه مجنونًا. وأضاف أنه سيأخذ استراحة بعد 15 يومًا من إطلاق النار ويشاهد الحمام على شرفته كوسيلة للتعامل مع الضغط. نما فيكرام بطنه لتصوير رامانوجام بينما كان يرتدي "مظهر مفتول العضلات" لأنيان. كما قام بإطالة شعره استعدادًا لدوره ورفض عروض الأفلام الأخرى للحفاظ على استمرارية مظهره. جنبا إلى جنب مع مظاهر شخصيته وتلك التي كان يمارسها في تسلسل الأغاني يظهر فيكرام في الفيلم في 18 لعبة مختلفة. تم إنشاء مظهر فيكرام في الفيلم بواسطة فنان الماكياج بانو. بالنسبة لتلك الأجزاء التي تظهره على أنه ريمو المتروسكول، قام بتلوين شعره بخطوط من النحاس والأشقر. غير راغب في الكشف عن "مظهره الجديد" حتى يصبح الفيلم جاهزًا، تجنب فيكرام وسائل الإعلام على الرغم من فوزه بالجائزة الوطنية المذكورة أعلاه لعام 2003. في هذه الأثناء، قام المصمم الشهير أوجاس إم. راجاني بعمل مكياج سادها وتصفيف شعرها.

### التصوير
تم إطلاق الفيلم رسميًا مع تصوير بوجا وموهورات التقليدي في 4 مارس 2004 في استوديوهات AVM، تشيناي. وقد تم تزيين الاستوديو مع اللقطات بالحجم الطبيعي يظهر فيكرام في ثلاثة تبدو واضحة "، وهو الفودو صياد، وهو 'تقي سامي " والشباب محتدما ". أدى هذا إلى تكهن وسائل الإعلام بأن فيكرام سيلعب دورًا ثلاثيًا أو شخصية بثلاثة ظلال. كان تعليق الفيلم هو "من يأتي من الجحيم لا يخاف من الرماد الساخن". خلال حفل الإطلاق، أعرب شانكار عن أمله في إكمال الفيلم في ستة أشهر وإطلاق الفيلم في 12 نوفمبر 2004، بالتزامن مع مهرجان ديوالي. ومع ذلك، فإن الإنتاج، الذي بدأ بعد ذلك بوقت قصير في مايو 2004، شابه عدة تأخيرات واستغرق 14 شهرًا حتى يكتمل. تم تصوير الفيلم في أمستردام، ماليزيا، مومباي، حيدر أباد، تينكاسي، ثانجافور، فيلوبورام وتشيناي. يتميز الفيلم بمشهد في مهرجان Thiruvaiyaru Tyagaraja. Utsavam هو مهرجان موسيقي يستمر لمدة أسبوع ويخلد ذكرى الملحن القديس تياغاراجا الذي يعود إلى القرن الثامن عشر، والذي يُحترم كواحد من أعظم المؤلفين الموسيقيين الكارناتيك، ويقام سنويًا في مكان استراحته في ثيروفايارو، ثانجافور. باستخدام المجموعات، أعاد قسم الفن إنشاء تياغاراجا أرادهانا بالقرب من ماهاباليبورام في تاميل نادو. لتصوير المشهد، وصوغه طاقم أداء الشهير كريتي "جاجادناندا كاراكا"، وهو الأول من الخمسة بانتشارنا كريتي تركيبة تياغارايا، كما أجريت خلال تياغارايا أردهانا.  يشاهد أرادهانا، الذي أقيم في اليوم الخامس من المهرجان، دعاة موسيقى كارناتيك من جميع أنحاء العالم يتقاربون في سماضي حيث يغنون بانشاراتنا كريتيس في انسجام تام تقديراً للقديس. اقترب شانكار من مايسترو الكمان كوناكودي فيدياناثان، وهو مشارك منتظم في الحدث الفعلي، لتصور وتنظيم التسلسل. كان فيدياناثان يعمل سكرتيرًا لـ سري ثياغاماما ماهوتسافا سابها، اللجنة التي تنظم aradhana. يظهره المشهد في حجاب وتم تصويره في يونيو 2004 في استوديو في تشيناي. اقيمت مجموعات واقعية تشبه المكان الفعلي وقيادة المطربون الكارناتيك سودا راغوناثان، سيركازي ج. سيفاتشيدامبارام، ارون، أوني كريشنان والعازفين مثل عازف الكمان كانياكومارى مريدانغام الأس أومايالبورام ك. سيفارامان تم تجنيدهم لإضافة لمسة من أصالة. تم إحياء المشهد الذي استغرق دقيقتين "بتفاصيل دقيقة". تم الحديث عن التسلسل كثيرًا وحظي بتقدير جيد. في تسلسل قتال، يواجه أنيان حوالي مائة من فناني القتال داخل المدرسة الخيالية الدولية للفنون القتالية فوداو. تم تصوير مشهد الحيلة في استاد JJ Indoor في تشيناي على مدار 25 يومًا. بيتر هاين، مصمم الرقصات البهلوانية، من مواطني فيتنام. تم إحضار 127 مقاتلاً مدربًا بشكل احترافي من فيتنام للتصوير. أثناء البروفات، استسلم الحبل، الذي تم ربط الحركات بهلوانية وتعليقهم بالمقلوب. سقط حوالي 12 من رجال الأعمال من الشرفة، مما أدى إلى إصابة أنفسهم بجروح بالغة. تم تصوير تسلسل الحركة باستخدام 120 كاميرا لتوظيف تقنية تصوير الشرائح الزمنية، وهو تأثير مرئي يُعرف باسم " رصاصة الوقت " وشاعه الفيلم الأمريكي ذا ماتريكس (1999)، لتحقيق تأثير الوقت المتجمد. قد شانكار غازل في وقت سابق مع فكرة الوقت شريحة وحاولت ذلك أثناء تصوير أغنية "البيرة البيرة" في كتابه بنين. بينما حقق تسلسل الوقت تجميد في بنين من قبل ربط 60-62 الكاميرات للوصول إلى 180 درجة دوران، يعملون أننيان 120-122 الكاميرات لدوران 270 درجة.
تم إطلاق النار على المشهد الذي يخاطب فيه أنيان أمام تجمع ضخم في ملعب في حيدر أباد. أثناء حديثه إلى الجمهور، تضاء الأنوار وتنطفئ في الخلفية. متحدثًا عن كيفية تصوير التسلسل، قال رافي فارمان إنهم قرروا عدم إضاءة الملعب بالكامل لأنهم شعروا أنه سيبدو مسطحًا. نظرًا لأن التسلسل كان مهمًا للفيلم، فقد وضع الملعب جنبًا إلى جنب مع الضوء والظل حتى يبدو مختلفًا. خلال مشهد ما قبل الذروة، عندما يتم احتجاز أمبي واستفسر عنها من قبل برابهاكار تستمر شخصية Ambi في التبديل بين الشخصيات أمبي وأننيان. يدعي فيكرام، الملقب بـ «فعل الحرباء» في وسائل الإعلام، أنه أكمل التسلسل في لقطة واحدة. تم تصوير تسلسل عمل في مجموعة أقيمت في أراضي كامبا كولا، تشيناي. بالنسبة إلى المشهد الذي توجد فيه ملاعب ريمو نانديني، تم استخدام أنبوب كيميائي تم إحضاره من ماليزيا لقياس مدى جاذبية الشخص. لتصوير المشاهد المبنية على العقوبات، تم نقل الجواميس والثعابين بالمئات حصريًا من فيلور وتم تصوير التسلسل لمدة ثلاثة أيام تقريبًا. تم تصوير تسلسل العقاب «أنثاكوبام» الذي يظهر الجاموس في مجموعة أقيمت في استوديوهات براساد في تشيناي. تم نقل الحيوانات في 15 شاحنة تحتوي كل منها على 20 جاموس. بالنسبة للمشهد الذي قُتلت فيه شخصية تشارلي على يد أنيان، كان الاستوديو مليئًا بسحرة الثعابين الذين تم إحضارهم للتعامل مع العدد الكبير من الثعابين.

### تسلسل الأغنية
الأغنية شبه الكلاسيكية «كوماري» كانت أولى المشاهد التي تم تصويرها. تم تصوير المسلسل في معرض الزهور العالمي في مايو 2004، وتم تصويره في حديقة خزامى كبيرة تقع في مدينة فيجفويزن بالقرب من أمستردام، هولندا. تم تصوير الأغنية خلال معرض الزهور الدولي الهولندي المسمى فلورياد، وهو حدث عشري أقيم بين 10 أبريل و 20 أكتوبر 2004. بينما كان الطاقم يخطط لتصوير أغنية أخرى في حديقة في كيوكينهوف، تم رفض السماح لهم من قبل السلطات لأن طاقم فيلم هندي سابق قد أضر بالموئل قبل بضعة أسابيع.
تتميز الأغنية بزوجين يغنون وسط مزرعة زهور بينما يرافقهم عازفو المريدانغام والفلوت في الخلفية.   صممها راجو سوندارام الذي ظهر أيضًا في نقش يعزف على أرغن. كجزء من أدوارهم، طُلب من الممثلين الداعمين الذكور الذين يظهرون في الأغنية ارتداء بانجاكاشام وأنجافاسترام، تاركين معظم أجسادهم معرضة للبرد المتجمد. بدأ إطلاق النار في وقت مبكر من الساعة 5:30 صباحًا، وجاء السكان المحليون، الذين اعتقدوا أنهم يجب أن يكونوا خارج أذهانهم لارتداء ملابسهم، وحذروا من أنهم قد يتجمدون حتى الموت. تبدأ أغنية "Iyengaru Veetu"، وهي أغنية شبه كلاسيكية، بمقدمة أغنية بانتشانا كريتي «جاجاداناندا كاراكا». تم تصوير الأغنية الفعلية التي تليها لاحقًا على مجموعة أقيمت في استوديوهات AVM لتبدو وكأنها منزل ينجار التقليدي القديم في ثانجافور. تم تصوير الأغنية بإسراف مع الثنائي الرائد والعشرات من الراقصين الداعمين الذين يرتدون أزياء غنية بالألوان. في ديسمبر 2004، أقيمت جلسة تصوير لمدة عشرة أيام في مومباي لرقم العنصر «أحب الفيل» الذي يظهر فيه فيكرام جنبًا إلى جنب مع عارضة أزياء لم يتم الكشف عن هويتها في البداية لإثارة الفضول. تم الكشف لاحقًا عن أنها عارضة الأزياء التشيكية يانا جوبتا. تم تصوير الأغنية بواسطة رافي فارمان وصممها أحمد خان، وتم تصوير الأغنية كعرض أزياء حيث يرتدي فيكرام ويانا جوبتا ملابس عصرية وساشاي على طول منحدر. تم تصوير الأغنية في موقع أقيم في استوديو يشبه مكان ليلي شهير في لندن. تم تصوير المسار «وجها لوجه نوكيا»، وهو ثنائي حب مفعم بالحيوية وعصري من تصميم راجو سوندارام، على الزوجين الرئيسيين وجعلهم يرتدون أزياء مصنوعة بالكامل من علامات المصممين. تم تصوير الأغنية في ماليزيا في مطار كوالالمبور الدولي وأبراج بتروناس. وبحسب ما ورد كانت الأغنية، التي تم تصويرها أثناء الليل، أول أغنية يتم تصويرها في المطار. كشف رافي فارمان في مقابلة أن الأغنية تم تصويرها كإعلان تجاري. كما تم تصوير الأغنية في المقر الرئيسي لشركة نوكيا في إسبو، فنلندا. تم إطلاق النار على الأغنية الشعبية "Andangkaaka" في قرية بالقرب من سينغوتتاي. لتصوير الأغنية، تم إنشاء مجموعة ضخمة تشبه القرية. تم تصور المجموعات وإنشاءها بواسطة سابو سيريل، المخرج الفني للفيلم. تبنى شانكار قرية بالقرب من تينكاسي ورسم سابو سيريل جميع المنازل والطرق والصخور وحتى الجسر بألوان متنوعة. ثم استأجروا مئات الشاحنات وسيارات السفراء القديمة ورسموا وجوههم عليها. انضم إلى الزوجين الرئيسيين مئات الراقصين وبلغت التكلفة الإجمالية للأغنية 10 ملايين. في المجموع تم طلاء 350 منزلاً.

### مرحلة ما بعد الإنتاج
تصور شانكار أن الموقع سوف يأخذ الزوار من خلال جميع العقوبات التي تنتظر المذنبين في الجحيم. من أجل تصميم موقع الويب، أراد شانكار إعادة إنشاء الجحيم وتوجه إلى مختبرات الحوسبة المرئية (VCL) التابعة لشركة Tata Elxsi، وهي شركة مقرها مومباي والتي تعاون معها في وقت سابق لأغنية "Girlfriend" في Boys. وضع الفريق في VCL تصورًا وخلق «الجحيم» في الرسوم المتحركة ثلاثية الأبعاد مع العقوبات المأخوذة من الكتب المقدسة القديمة. لقد صمموا أيضًا حصادة قاتمة منفردة لثوره الذي يوجه الزوار عبر الجحيم. قال بانكاج خاندبور، المدير الإبداعي لـ VCL، «لقد حاولنا أن نبقى صادقين مع النصوص المقدسة، بينما نصنع صورًا لم تكن دموية للغاية. مشروع مثير للاهتمام حيث كان علينا أن نتخيله كله دون أي نقطة مرجعية.» تم عمل الرسوم المتحركة في فترة ثلاثة أشهر. قامت VCL أيضًا بعمل CGI لمشهد «التكبير الكوني»، حيث تقوم الكاميرا بالتكبير من وراء السحب إلى شوارع مدينة تشيناي، وهو ما لا تستطيع أي كاميرا حقيقية تحقيقه. تم تجميع المناظر الجوية واللوحات للمدينة جنبًا إلى جنب مع الصور التي تم إنشاؤها بواسطة الكمبيوتر (CGI) للسحب لإنشاء تقريب الكاميرا الطويل من قطعة واحدة. عمل رسام الرسوم المتحركة ومصمم المؤثرات الخاصة LI Kannan، الذي أصبح فيما بعد مخرجًا بفيلم كاريكان الذي طال تأجيله مع فيكرام في المقدمة على المؤثرات الخاصة. في هذه الأثناء، تم تقديم التأثيرات الخاصة لتسلسل الشرائح الزمنية بواسطة Big Freeze في لندن.
تم تصوير المشهد الذي يخاطب فيه أنيان جمهورًا مزدحمًا في استاد نهرو مع وجود مساحة فارغة. تم إنشاء الحشد من خلال التأثيرات المرئية باستخدام طرق الضرب الجماعي. تم إجراء المؤثرات البصرية للتسلسل تحت إشراف مستشار المؤثرات البصرية زامير حسين من لاند مارفل استوديوهات الرسوم المتحركة، تشيناي. تم إنجاز المشهد، الذي طارد فيه مئات الجواميس مالك سيارة جانح في محجر رمال مهجور ودوسه حتى الموت، من خلال CGI باستخدام جاموس واحد فقط. تم توفير أعمال CG من قبل جاياكومار وسرينيفاس موهان من شركة Indian Artists Computer Graphics في تشيناي. عمل سرينيفاس وفريقه في وقت سابق مع شانكار في الأولاد. وفي حديثه عن التسلسل، قال سرينيفاس ساخرًا: «الحيوانات خاملة وفتور في تحركاتها. لا شيء يمكن أن يجعلهم رشيقين.»

## الموضوعات والتأثيرات
القصة في أنيان هي نموذجية للين شانكار لعرض أمراض المجتمع واستهداف الجمهور غير الكفؤ الذي يخالف القواعد. يسلط الفيلم الضوء على تزايد اللامبالاة الاجتماعية والإهمال العام، ومحاولات معالجة هذه القضايا التي ابتلي بها المجتمع وتعيق تطور الهند. أشار (مجلة هندية) إلى أن معظم أفلام شانكار تصور البطل على أنه «رجل واحد عامل التغيير» واستشهد، «من شخصية النازية الجديدة كمالاعاسان المسرحية باللغة الهندية إلى فيلمه الأخير أننيان، الذي يظهر فيه قاتل متسلسل براهمين مصاب بالفصام من الجزارين» المذنبين«، لطالما عرض شانكار حلولاً فاشية خيالية لما يعتبره أمراضًا اجتماعية ناتجة عن الجمود الحكومي النموذجي». بعد إصدار المقطع الدعائي في 7 مايو 2005، كان يُعتقد أن الفيلم مستوحى من رواية روبرت لويس ستيفنسون عام 1886، حالة غريبة للدكتور جيكل والسيد هايد. عند إصدار الفيلم رسم الصحيفة الهندوسية أوجه تشابه بينه وبين رواية 1998 قل لي أحلامك للكاتب سيدني شيلدون. ونفى شانكار أن يكون الفيلم مستوحى من فيلم قل لي أحلامك مدعيًا أنه لم يعرف الرواية إلا بعد الانتهاء من النص. قارن سيفي شخصية أمبي مع بطل فيلم القناع (1994)، وهو فيلم عن «رجل معتدل مهذب يتحول إلى جيش من رجل واحد، يتوق لرؤية العدالة الطبيعية تتحقق». تعتمد أساليب العقاب التي يمارسها أنيان على المذنبين في الفيلم على غارودا بورانا، وهي إحدى شخصيات فايشنافيت بورانا التي تتحدث عن الحياة بعد الموت وعقوبات المخالفين. وأشار شانكار إلى أنه «عمل بلا كلل ليل نهار وأجرى بحث مكثف بمساعدة أستاذ في قسم الفيشنافية بجامعة مدراس».

## موسيقى
قام هاريس جاياراج بتأليف الألبوم الصوتي للفيلم وخلفيته. كلمات الأغاني كتبها فيراموثو، ونا. موثوكومار، وقابيلان (شاعر غنائي). تم إصدار الألبوم كإطلاق بسيط في 13 مايو 2005. كان الألبوم أول تعاون لشانكار مع هاريس جاياراج. جميع مشاريعه الإخراجية السابقة كان لها أي.أر. رحمان بتأليف الموسيقى. نظرًا لأن عبد الرحمن كان مشغولًا بأول ظهور له في فيلم أحلام بومباي الموسيقي في برودواي، كما قام بالتسجيل في أغنية سيد الخواتم الموسيقية الأخرى، قرر رحمن وشانكار الانفصال. في أوائل عام 2004، ذهب هاريس جايراج في رحلة إلى جزر فوكيت في تايلاند للحصول على بعض الإلهام من الألبوم. كان برفقته شانكار وفيراموثو. في النهاية، تم تأليف الأغاني الثلاث التي كتبها الشاعر الغنائي في الجزيرة. تمت الزيارة قبل وقت طويل من وقوع كارثة تسونامي المأساوية في عام 2004 التي ضربت البلدان المجاورة للمحيط الهندي وأحدثت دمارًا. في محادثة مع شانكار، قال هاريس جياراج «كانت الموسيقى تمثل تحديًا لأن الفيلم كان مزيجًا من الأنواع - أكشن، كوميديا، إثارة. من حيث الجوهر كان كوكتيل كوكتيل» بدأ هاريس جاياراج إعادة تسجيل الفيلم في أبريل 2005 واستغرق أكثر من شهر لإكماله، مما أدى إلى تأخير إطلاق الفيلم. يحتوي ألبوم الموسيقى التصويرية على خمس أغانٍ لحنها هاريس جاياراج بصرف النظر عن الموسيقى. علامات الألبوم تشغيل الغناء لأول مرة من ناكول، أندريا إرميا وسيندهافي. الأغنية الأولى التي سيتم تأليفها كانت «كوماري»، وهي لحن شعبي شبه كلاسيكي غناها شانكار ماهاديفان وهاريني. أغنية "Iyengaaru Veetu Azhage" التي كتبها فايراموثو هي أغنية كارناتية خالصة غناها هاريهاران وهاريني. يبدأ المسار مع «Jagadananda كاراكا»، واحدة من بانشاراتنا كريتي القديس تياغارايا. "Kadhal Yaanai"، أغنية ملهى مفعمة بالحيوية، غناها جي في براكاش كومار وناكول (ممثل). جي في براكاش، الذي أصبح لاحقًا ملحنًا، كان يعمل كمبرمج لوحة مفاتيح لـ جياراجj عندما لاحظه شانكار وجعله يغني. بينما كان كومار قد غنى بالفعل بعض الأغاني عندما كان طفلاً في عهد الرحمن (خاله)، كانت هذه أغنيته الأولى كشخص بالغ. مرة أخرى، كان شانكار هو من أوصى باستخدام صوت ناكول لجياراج. قد ناكول سونغ في وقت سابق للغناء بدعم بنين شانكار الذي شهد أيضا له تعمل لأول مرة. نا. تحتوي كلمات موثوكومار للأغنية في الغالب على كلمات Tanglish تتخللها كلمات التاميل. استغرق تأليف موسيقى "Andangkaka"، وهو رقم شعبي جمالي، ثلاثة أيام بينما كان المغنون يتدربون لمدة خمسة أيام أخرى للحصول على الكلمات الصحيحة. كلمات من قبل فايراموثو هو مكتوب باللغة التاميلية نقية في لهجة محكية في المنطقة المحيطة ضاحية ثيني ومادوراي مناطق ولاية تاميل نادو. وصدر أغنية جاسي غيفت، شريا غوشال وسيندهافي. أغنية "Lajjavathiye" من الموسيقى التصويرية للفيلم المالايالامي 4 الشعب (2004) كانت من تأليف وغناء Gift ؛ لقد كانت ضربة فيروسية في ولاية كيرالا. تأثر جياراج به وجعله يغني، مما جعلها أغنيته الأولى في فيلم تاميل. تصادف أن تكون الأغنية هي المحاولة الأولى لـ Saindhavi في تشغيل الغناء. لاحظ تي كريثيكا ريدي من الصحيفة الهندوسية، «لقد ابتعد هاريس عن التقاليد الكئيبة في صناعة الموسيقى. يثبت أنيان أيضًا سعيه الدؤوب للنضارة». قال سريدار بيلاي أو بعدها هندوسي إن الصوت كان مثيرًا للإعجاب، مع مزيج من الأغاني المفعمة بالحيوية والأرقام شبه الكلاسيكية التي ستنال إعجاب الجميع. وأشار ناقد موسيقي آخر إلى أن الأغاني في أفلام شانكار أصبحت غاضبة فقط بعد طرح الأفلام، حيث أن صوره الفخمة تثري الموسيقى. بمقارنة الموسيقى بموسيقى الرحمن في أفلام شانكار السابقة، قال كريشناكومار من موقع Rediff.com : «Jayaraj لا يخيب أملك، ولكن بينما كان ARR يتأرجح ويتباطأ، فإن جياراج ينفجر ويتلاشى بعيدًا. يحاول كوماري وإينغار فيتو أهفاج التسلل إلى رأسك ويغريك رانداكا بالنقر بقدميك. لكن للحظات فقط. لن تتذكرها بمجرد انتهاء الأغاني.»  لقيت الموسيقى استحسان الجمهور وتصدرت مقطوعات "Kadhal Yaanai" و "Kannum Kannum" المخططات.

## البث
طهر الفيلم الرقباء دون أي تخفيضات وحصل على تصنيف "U" (عالمي) من قبل المجلس المركزي لشهادات الأفلام. بينما كان شانكار يأمل في إصدار الفيلم في ديوالي 2004، كان هناك العديد من التأخيرات في الإنتاج مما أدى إلى تأجيل موعد الإصدار حتى أوائل عام 2005. بينما تم الانتهاء من الإنتاج في مارس 2005، استغرقت إعادة التسجيل التي بدأت في أبريل وقتًا أطول مما كان متوقعًا لمدة 45 يومًا تقريبًا مع إلقاء اللوم على جياراج في مزيد من التأخير. بعد تأجيل الفيلم من 20 مايو 2005، وبعد ذلك، من 27 مايو 2005،  تم تحديد موعد الفيلم أخيرًا في 10 يونيو 2005. لكن، أطلقه شانكار بعد أسبوع في 17 يونيو 2005 حيث اعتبر 8 هو رقم حظه (1 + 7 ينتج 8). تمت دبلجة الفيلم إلى لغات أخرى في جنوب الهند وتم إصداره في وقت واحد في تاميل نادو وأندرا براديش وكارناتاكا وكيرالا. تم عرض الفيلم أيضًا في دول رئيسية في الخارج مثل الولايات المتحدة والمملكة المتحدة وأستراليا وألمانيا وماليزيا وسنغافورة. تم إصدار الفيلم مع 404 مطبوعات بلغة التاميل والتيلجو وحدها. في وقت لاحق، تمت دبلجة الفيلم إلى الفرنسية من قبل باراماونت بيكتشرز. يُذكر أن أنيان هو أول فيلم هندي يُدبلج بالفرنسية ويصدر في البلدان الناطقة بالفرنسية في جميع أنحاء العالم بواسطة كولومبيا تريستار. أُطلق على الفيلم دبلجة أخرى وصدر باللغة الهندية بعنوان Aparichit : الغريب في 19 مايو 2006. إنه الفيلم الأول الذي يظهر فيه فيكرام في المقدمة ويتم إصداره باللغة الهندية. في عرض خاص أقيم قبل يوم واحد من إطلاقه في دور السينما الهندية، لاقى الفيلم «استقبالا حارا».

## استقبال
تلقى الفيلم آراء إيجابية في الغالب من النقاد. قال مالاثي رانجاراجان من الصحيفة الهندوسية إن الفيلم يعمل لأنه يمزج بين خط شاشة مثير للاهتمام مع حركة مفعم بالحيوية. كما أشارت إلى أن القصة تشبه إلى حد كبير فيلم هندي شانكار (1996) بينما تشبه أيضًا الرجل النبيل (1993). وأشارت إلى أن القصة والسيناريو يستحقان الثناء على "الشرارات العبقرية في السرد" ولكن ظهرت مشاكل فيما يتعلق بمقبوليتهما. تم عرض بعض من أفضل لقطات الكاميرا، والأعمال المثيرة والمواقع على نطاق محير للعقل. إذا كنت تستمتع بالروعة في السينما ستحب هذا العنايان ". كتب كريشناكومار لموقع Rediff.com أن التعلم من كارثة الأولاد، عاد إلى قوته من خلال اتخاذ موضوع اجتماعي، وتوابله وتقديم الأجرة التجارية المثالية. وأضاف أنه في محاولة شرح اضطراب تعدد الشخصيات بأبسط المصطلحات، نجح المخرج فقط إلى حد معين حيث أن غالبية المشاهدين غير المطلعين قد لا يفهمون حتى ما يقال. وصف أحد المراجعين في سيفي الفيلم بأنه "يجب مشاهدته"، فأشاد بأن الفيلم يبهر المشاهدين بسرده المفعم بالحيوية، وهي رسالة ذات صلة مدعومة بالبراعة الفنية، لم يسبق لها مثيل من قبل تصوير الأغنية الملونة وخاصة أداء فيكرام. ومع ذلك، انتقد المراجع أن الفيلم كان طويلاً للغاية وأن القصة ضعيفة للغاية من حيث المنطق. بمراجعة أباريشيثودو النسخة التيلوجوية من الفيلم، قال الصحيفة الهندوسية إنه يمكن مشاهدته. فيما يتعلق بالنسخة الهندية من الفيلم، سخر رجا سين من موقع Rediff.com من الدبلجة المثيرة للشفقة على الرغم من قوله إنه كان منعشًا وقابلًا للمشاهدة، على الرغم من التفاخر بما يكفي من الماسالا لجعل المشاهدين يعطسون. واختتم مراجعته بالقول: "عمومًا، فإن أباريشيت هو عمل ذكي وسريع الخطى ويعمل بشكل جيد، على الرغم من الدبلجة. الفيلم هو جذاب وكتابتها هش، والعمل هو أبدا المفرط جدا، يخفف من النكات وسخافة العام الذي لم يقطع الهجومية المؤامرة الفعلية. " 

## الجوائز
بعد النجاح التجاري لنسخة التيلجو أباريشيتو، التي حققت نجاحًا هاربًا في ولاية أندرا براديش، تم تكريم شانكار من قبل منظمة سري فينكاتيسوارا الاجتماعية والثقافية (SVESCO) في تيروباتي ومنحها لقب «دارساكا براهما». في محادثة مع الرياضي شايني ويلسون، قال الممثل جايارام: «كان أنيان ناجحًا للغاية في ولاية كيرالا. ولكن إذا جرب نجم مالايالامي دورًا من نوع أنيان مع تسريحة شعر غريبة، لكانت كارثة!»  حصل الفيلم على العديد من الجوائز والترشيحات. حاز الفيلم على جائزة وطنية في فئة المؤثرات الخاصة. أصبح أنيان رابع فيلم من إخراج شانكار ينال هذه الجائزة. الثلاثة الآخرون هم كذلان (1994)، وهندي (فيلم 1996)، والجينز (فيلم) (1998). كما فاز بثمانية جوائز من إجمالي 15 جائزة من فيلم فير لأفضل سينما تاميل.

## اقتصاديات

### ما قبل الإصدار
في الوقت الذي تم إنتاج شارفت على الانتهاء، كانت مصادر تجارية تقدر الفيلم تكلف حوالي 120-150٬000٬000 ولكن كما يحدث غالبًا مع الأفلام التي أخرجها شانكار، فقد تجاوزت الميزانية. جعل بتكلفة 263800000، وقد توصف أننيان كما أغلى فيلم الهندي جنوب لتكون من أي وقت مضى خلال وقت صدوره. وتقدر إندياغليتز أن إجمالي تكلفة الإنتاج، باستثناء تكلفة الأجور من المدلى بها والفنيين، هي 90 مليون. كان أول فيلم تاميل وأول فيلم في جنوب الهند يحصل على تمويل مؤسسي. للتمويل المؤسسي، فإنه تم شراؤها بمبلغ 95 مليون من بنك IDBI. تم التأمين على أننيان من قبل الهند المتحدة للتأمين مقابل 150 مليون، مما يجعله أول فيلم من جنوب الهند يتم تأمينه وأيضًا أكبر غطاء تأمين يمتد إلى فيلم من جنوب الهند في ذلك الوقت.

### توزيع
مع حجم الضجيج الذي أحدثه الفيلم في وسائل الإعلام تقدم أصحاب المسرح بفارغ الصبر وقدموا أسعارًا باهظة كضمان أدنى (MG). في ولاية تاميل نادو، تم جمع أموال تصل إلى 120 مليون على شكل MG وتقدم. جلبت MG من خلال حقوق الصوت وتوزيع الأفلام إلى المسارح في ولاية أندرا براديش وكيرالا وكارناتاكا وفي الخارج مبلغًا إجماليًا 224 مليون يورو. تم توزيع الفيلم وإصداره في جميع أنحاء تاميل نادو بواسطة أفلام أسكار. تم شراء حقوق أباريشيثودو، النسخة المدبلجة التيلجو، من قبل المنتج بسعر قياسي في جميع الأوقات. وفي الوقت نفسه، تم بيع الفيلم في ولاية كيرالا مقابل 13 مليون، وهو رقم قياسي مرة أخرى لفيلم تاميل هناك. تم شراء الحقوق الأمريكية من قبل شركة التوزيع بهارات إبداعات. مع الحقوق المسرحية والحجز المسبق، توقعت الدائرة التجارية أن الفيلم سيستعيد تكلفته في غضون عشرة أيام من صدوره.

### شباك التذاكر
بدأ الحجز المسبق للفيلم في 14 يونيو 2005 عبر تاميل نادو وتلقى استجابة ساحقة من الجمهور الذي شعرت دائرة التجارة بأنه «استثنائي». حقق الفيلم «افتتاح تاريخي» في جميع أنحاء العالم وسجل العديد من الأرقام القياسية في شباك التذاكر. بعد يوم من إطلاقه، تم وصف الفيلم بأنه ناجح. في عطلة نهاية الأسبوع الافتتاحية (17-19 يونيو)، حقق أنيان ربحًا 5.024 مليون روبل من ستة تعدد إرسال في تشيناي ووصل إلى المركز الأول في شباك التذاكر في تشيناي. في سعيام دور السينما وحدها، فإن الفيلم حقق 1.4 مليون، وهو أعلى من أي وقت مضى الافتتاح لمدة ثلاثة أيام من متعدد واحد في جنوب الهند. في مسرحية مدتها ستة أسابيع بالضبط، حقق أنيان 10.5 مليون بحصة موزع تبلغ حوالي 5.2 مليون. لقد كان «رقمًا قياسيًا في كل الهند للمجموعات، وهو أعلى حصة في أقل عدد من الأيام من أي مسرح في الهند». ومع ذلك، في تاميل نادو بدأت المجموعات في الانخفاض بعد خمسة أسابيع من صدوره، وكان من المقدر أن يكسب الفيلم حصة 160 مليون. في سبتمبر 2005، تجاوزت الأرباح الإجمالية للفيلم US$ معلما 2000000 US$  عند الانتهاء من تشغيل 50 يوما في Sathyam سينما، أننيان «سجلت أعلى جمع 50 يوما لفيلم التاميل من شاشة واحدة في العالم» كسب 11290000.
تم الإعلان عن أنيان كان رائجًا في نهاية العام، وحقق مع تشاندراموخي إجماليًا يقدر بـ 1.1 مليار في جميع أنحاء العالم. جمع الفيلم أيضًا حصة الموزع من 20 مليون. في ولاية اندرا براديش، تم تسمية أباريشيتودو بأكبر نجاح في عام 2005. حقق الفيلم أعمالًا أفضل من أفلام التيلجو المستقيمة. كان أعلى إجمالي بين جميع أفلام التيلجو التي تم إصدارها في ذلك العام. أكسب نجاح الفيلم فيكرام عددًا كبيرًا من المتابعين في ولاية أندرا. كما دفع المنتجين في صناعة الأفلام التيلجو، التي كانت قد وصلت إلى مرحلة صعبة بعد سلسلة من الإخفاقات في شباك التذاكر، للحصول على حقوق الدبلجة لأفلام التاميل السابقة لفيكرام وإطلاقها في التيلجو.
في ولاية كيرالا، استمر الفيلم لأكثر من 150 يومًا وحقق أكثر من 60 مليون، وهو أكبر عدد من أفلام التاميل هناك. في ولاية كارناتاكا أيضًا حقق الفيلم «نجاحًا كبيرًا» على الرغم من عدم معرفة أرقام شباك التذاكر بالضبط. ومع ذلك، فتحت النسخة الهندية من الفيلم أباريشيت لاستقبال ضعيف حيث كسبت 21 مليون فقط عبر 150 شاشة وتم إعلانها من قبل شباك التذاكر الهند. بينما أقر فيكرام بأن الفيلم كان أداءه ضعيفًا في شباك التذاكر ذكر فيكرام أنه مع ذلك كان له تأثير. وأضاف أن الفيلم حصل على اعتراف من الناس في المناطق النائية من الهند حيث أن الدراما وتسلسل الحركة قد جذبتهم كثيرًا. بحلول نهاية مسيرته المسرحية حقق الفيلم 570 مليون روبل في حياته.

## وصلات خارجية
- أننيان على موقع IMDb (الإنجليزية)
- أننيان على موقع روتن توميتوز (الإنجليزية)
- أننيان على موقع ألو سيني (الفرنسية)
- أننيان على موقع فيلمافينيتي (الإسبانية)
- أننيان على موقع قاعدة بيانات الفيلم (الإنجليزية)
- أننيان على موقع ليتربوكسد (الإنجليزية)
- أننيان على موقع كينوبويسك (الروسية)